# Louis Ier de Thuringe
Pour les articles homonymes, voir Louis Ier et Louis de Thuringe.
Louis Ier, né vers 1090 et mort le 12 janvier 1140, fut landgrave de Thuringe de 1131 jusqu'à sa mort. Ses descendants de la dynastie des Ludowinges régnèrent sur le landgraviat de Thuringe jusqu'en 1247.

## Biographie
Louis est le second fils et successeur de Louis le Sauteur (mort en 1123), comte en Thuringe, et de son épouse Adélaïde de Stade. Il est le 3e personnage de sa lignée à se nommer « Louis » après son père et son grand-père mais comme il est le premier à porter le titre de landgrave et qu'il est l'origine de l'expansion territoriale de son domaine familial, il est nommé Louis Ier par l'historiographie.
Il reçoit également comme épouse une riche héritière Edwige de Gudensberg et il obtient, après la mort de son beau-père le comte Gison IV de Gudensberg en 1122, la totalité de son héritage ce qui lui permet de réaliser l'union de la Thuringe et de la Hesse. L'année suivante, son frère cadet Henri Raspe épousa la veuve du comte Gison IV, Cunégonde de Bilstein.
Favori du roi Lothaire III, il est nommé landgrave de Thuringe en 1131 en remplacement de Hermann Ier de Winzenbourg, lequel était tombé en disgrâce. Ses relations étroites avec Lothaire, couronné empereur en 1133, favorisent son accession à ce rang quasi princier.
Après la mort de Lothaire en 1137, Louis dévient alors un ardent partisan des Hohenstaufen qu'il appuie dans leur combat pour la prise de contrôle de l'empire contre les Welf (la maison de Brunswick), descendants de Lothaire. L'élection de Conrad III de Hohenstaufen au titre de roi des Romains a marqué le début de plusieurs décennies de disputes entre les deux dynasties.
Le landgrave meurt le 12 janvier 1140 en laissant la tutelle de son fils au roi Conrad III. Il est inhumé dans l'abbaye de Reinhardsbrunn fondée par sa famille à Friedrichroda.

## Postérité
Louis et son épouse Edwige de Gudensberg, héritière de la Hesse, laissent plusieurs enfants :
- Louis II de Fer (1128-1172), landgrave de Thuringe ;
- Henri Raspe II (mort en 1155), comte de Gudensberg ;
- Louis (mort en 1189), comte de Thamsbrück ;
- Cécile, épouse Oldřich de Bohême, duc d'Olomouc ;
- Adelaïde, abbesse d'Eisenach ;
- Matilde (Mechthild), épouse du comte Dietrich de Werben, fils du margrave Albert Ier de Brandebourg ;
- Judith de Thuringe, épouse en 1155 le roi Vladislav II de Bohême.

## Source
- (en) Ludwig I von Thüringen (1123-1140) sur le site Medieval Lands

- (en) Cet article est partiellement ou en totalité issu de l’article de Wikipédia en anglais intitulé « Louis I, Landgrave of Thuringia » (voir la liste des auteurs), édition du 11 mai 2014.